# ین ژاپن
یـِن (به ژاپنی: 円) (نماد: ¥) یکای پول ژاپن است. در ژانویهٔ ۲۰۱۶ هر دلار آمریکا حدود ۱۲۰ ین ژاپن ارزش داشت.
ین پس از دلار آمریکا و یورو، سومین یکای پول پرمعامله در بازارهای بورس جهان است.

## ارزها با بیشترین چرخش در بازار جهان
| رتبه       | ارزها         | کد ایزو ۴۲۱۷ (نشان) | ٪ سهم روزانه (۱۶ سپتامبر ۲۰۱۹) |
| ---------- | ------------- | ------------------- | ------------------------------ |
| ۱          | دلار آمریکا   | USD (US$)           | ۸۸٫۳%                          |
| ۲          | یورو          | EUR (€)             | ۳۲٫۳٪                          |
| ۳          | ین ژاپن       | JPY (¥)             | ۱۶٫۸٪                          |
| ۴          | پوند استرلینگ | GBP (£)             | ۱۲٫۸٪                          |
| ۵          | دلار استرالیا | AUD (A$)            | ۶٫۸٪                           |
| ۶          | دلار کانادا   | CAD (C$)            | ۵٫۰٪                           |
| ۷          | فرانک سوئیس   | CHF (Fr)            | ۵٫۰٪                           |
| ۸          | یوان چین      | CNY (元)            | ۴٫۳٪                           |
| ۹          | دلار هنگ کنگ  | HKD (HK$)           | ۳٫۵٪                           |
| ۱۰         | دلار نیوزیلند | NZD (NZ$)           | ۲٫۱٪                           |
| ۱۱         | کرون سوئد     | (kr) SEK            | ۲٫۰٪                           |
| ۱۲         | وون کره جنوبی | (₩) KRW             | ۲٫۰٪                           |
| ۱۳         | دلار سنگاپور  | SGD (S$)            | ۱٫۸%                           |
| ۱۴         | کرون نروژ     | NOK (kr)            | ۱٫۸٪                           |
| ۱۵         | پزو مکزیک     | MXN ($)             | ۱٫۷٪                           |
| دیگر ارزها | دیگر ارزها    | دیگر ارزها          | ۱۳٫۸٪                          |
| جمع کل     | جمع کل        | جمع کل              | ۲۰۰٪                           |